# Volodymyr Zahajkevyč
Volodymyr Zahajkevyč, cyrilicí Володимир Загайкевич (19. října 1876 Ternopil nebo Přemyšl – 7. června 1949 Mittenwald), byl rakouský právník a politik ukrajinské (rusínské) národnosti z Haliče, na počátku 20. století poslanec Říšské rady, v meziválečném období poslanec polského Sejmu.

## Biografie
Působil jako právník a politik. Absolvoval gymnázium v Ternopilu a studoval na Lvovské univerzitě, Vídeňské univerzitě a Berlínské univerzitě. Působil jako advokát. Od roku 1907 byl advokátem v Přemyšli. V roce 1908 byl jedním z právních zástupců atentátníka Myroslava Sičynského, který zabil haličského místodržícího Andrzeje Kazimierze Potockého. Od roku 1909 do roku 1914 zastával funkci předsedy pobočky spolku Prosvita a měšťanské záložny. Od roku 1910 do roku 1914 vydával list Peremyskyj visnyk.
Působil také coby poslanec Říšské rady (celostátního parlamentu Předlitavska), kam usedl v roce 1912. Byl zvolen za obvod Halič 61. Nastoupil jako náhradník poté, co zemřel poslanec Hryhorij Cehlynskyj. Slib složil 11. listopadu 1912. Po roce 1912 byl na Říšské radě členem poslaneckého klubu Ukrajinské parlamentní zastoupení. Uvádí se jako Dr. Wladimir Zahajkiewicz, advokát.
Po válce, v době krátké existence Západoukrajinské lidové republiky, se zapojil do budování tohoto státního útvaru. Byl členem Ukrajinské národní rady. Od podzimu 1918 byl ale vězněn Poláky. Veřejně a politicky činným zůstal i v meziválečném období. Od roku 1928 do roku 1935 byl poslancem polského Sejmu. Na Sejmu zastupoval Ukrajinské národně demokratické sjednocení. Od roku 1928 do roku 1930 zastával funkci vicemaršálka (místopředsedy) Sejmu. Předsedal Ukrajinskému klubu na Sejmu.
Byl aktivní i jako právní zástupce v četných politických kauzách. Od roku 1939 do roku 1944 působil na postu viceprezidenta apelačního soudu v Krakově. Zemřel v emigraci v Bavorsku. V letech 1919–1929 vydával list Ukrajinskyj posol v Přemyšli.
Jeho bratrem byl pedagog Bohdan Zahajkevyč.